# 町田ブライト
町田 ブライト（まちだ ブライト、1996年10月23日 - ）は、埼玉県鶴ヶ島市出身の日本の元プロサッカー選手。ポジションはフォワード (FW)。

## 来歴
鶴ヶ島市立南小学校の1年次に鶴ヶ島サザンキッカーズでサッカーを始めた。中学年代では鶴ヶ島市立南中学校に所属しながらS.S.CANTERAでも練習や合宿に参加していた。ユース年代では成立学園高等学校に入学しインターハイに2度出場した。高校卒業後は東京国際大学に入学。関東大学リーグ戦2部のチームを1部昇格と第66回全日本大学サッカー選手権大会初出場に導き、同大会でベスト4に躍進する原動力となった。大学時代に負った怪我により歩行も困難になり一時はサッカーを辞めて就職を考えたが友達に背中を押され両足の手術とJAPANサッカーカレッジへの入団を決意する。手術をした影響もあり、1年間ほとんどがリハビリだったが最終節で2ゴールを決める。
2020年より、FC岐阜へ加入。2021年12月4日、契約満了による退団が発表された。同年12月9日、フクダ電子アリーナで行われたJリーグ合同トライアウトに出場したが、2022年の所属チームは決まらなかった。

## 所属クラブ
- 東京国際大学
- JAPANサッカーカレッジ
- 2020年 - 2021年  FC岐阜

## 個人成績
| 国内大会個人成績 | 国内大会個人成績 | 国内大会個人成績 | 国内大会個人成績 | 国内大会個人成績 | 国内大会個人成績 | 国内大会個人成績 | 国内大会個人成績 | 国内大会個人成績 | 国内大会個人成績 | 国内大会個人成績 | 国内大会個人成績 |
| 年度             | クラブ           | 背番号           | リーグ           | リーグ戦         | リーグ戦         | リーグ杯         | リーグ杯         | オープン杯       | オープン杯       | 期間通算         | 期間通算         |
| 年度             | クラブ           | 背番号           | リーグ           | 出場             | 得点             | 出場             | 得点             | 出場             | 得点             | 出場             | 得点             |
| 日本             | 日本             | 日本             | 日本             | リーグ戦         | リーグ戦         | リーグ杯         | リーグ杯         | 天皇杯           | 天皇杯           | 期間通算         | 期間通算         |
| ---------------- | ---------------- | ---------------- | ---------------- | ---------------- | ---------------- | ---------------- | ---------------- | ---------------- | ---------------- | ---------------- | ---------------- |
| 2020             | 岐阜             | 15               | J3               | 19               | 3                | -                | -                | -                | -                | 19               | 3                |
| 2021             | 岐阜             | 15               | J3               | 3                | 0                | -                | -                | 0                | 0                | 3                | 0                |
| 通算             | 日本             | 日本             | J3               | 22               | 3                | -                | -                | 0                | 0                | 22               | 3                |
| 総通算           | 総通算           | 総通算           | 総通算           | 22               | 3                | -                | -                | 0                | 0                | 22               | 3                |

- Jリーグ初出場 - 2020年7月19日 vsロアッソ熊本（岐阜メモリアルセンター長良川競技場）
- Jリーグ初得点 - 2020年9月13日 vsヴァンラーレ八戸（プライフーズスタジアム）

## 選抜歴
- 関東大学選抜B（2016年）
- 関東B・北信越選抜（2018年）

## 受賞歴
- 関東大学サッカー2部リーグ・ベストイレブン（2016年）
- 関東大学サッカー2部リーグ・得点王（2016年）